# Beyin salata

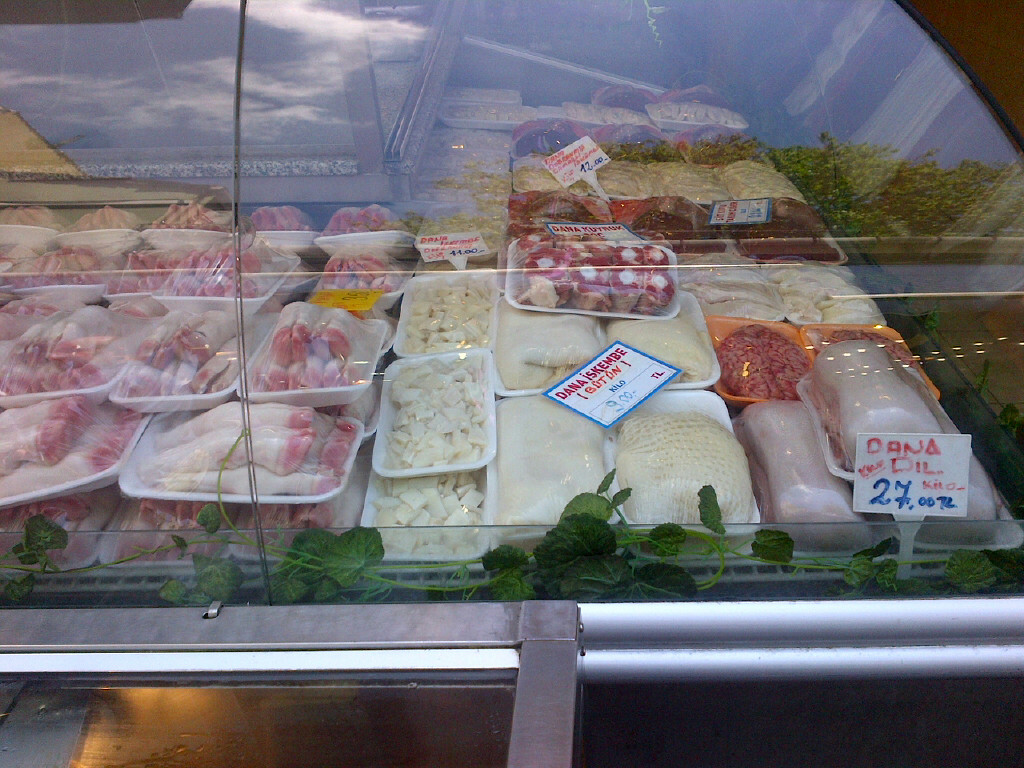
Cervell d'ovella, a dret, darrere de la llengua de vaca, en venda en Kadıköy

Beyin salata o Beyin salatası (literalment en turc: amanida de cervell) és un plat de menuts turc. Es fa amb el cervell d'ovella bullit. Els ingredients bàsics, a part del cervell d'ovella sòn sal, oli i suc de llimona. Segons el crític de gastronomia turc Vedat Milor, el «beyin salata és un plat del qual vostè s'enamora o l'odia».